# Plataoniscus borelli
Plataoniscus borelli är en kräftdjursart som först beskrevs av Dollfus1897.  Plataoniscus borelli ingår i släktet Plataoniscus och familjen Balloniscidae. Inga underarter finns listade i Catalogue of Life.